# Diploptera maculata
Diploptera maculata es una especie de insecto blatodeo de la familia Blaberidae, subfamilia Diplopterinae.

## Distribución geográfica
Se pueden encontrar en Borneo.